# Giovanni Rappazzo

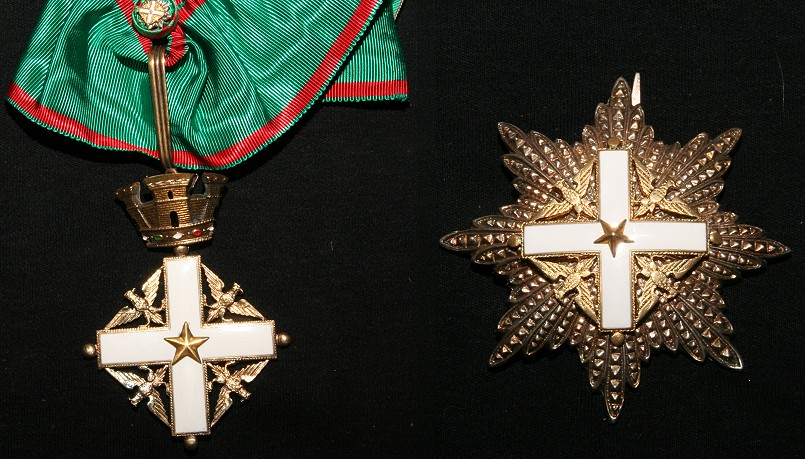
Grootofficier in de Orde van Verdienste (Italië)

Giovanni Rappazzo (Messina, 16 oktober 1893 – aldaar, 3 april 1995) was een elektrotechnicus in het koninkrijk Italië en uitvinder van de geluidsfilm.

## Levensloop
Na zijn kindertijd in Messina, Sicilië, trok de jongeman naar Genua. Hij werkte er in een handelszaak van zijn broer Luigi. In 1909, een jaar na de aardbeving in Messina (1908) keerde hij naar zijn geboortestad Messina terug. Zijn familie had hem nodig in de wederopbouw. Hij studeerde aan de Reale Scuola Tecnico Industriale ‘Verona-Trento’ of Koninklijke Technisch-Industriële Hogeschool Verona-Trento. Daarnaast werkte hij als student in de projectiekamer van de cinemazaal Eden Cine Concerto. Het was de periode van de stomme films. Het is in de projectiekamer dat zijn project vorm kreeg om een geluidsfilm te ontwikkelen (1914). Rappazzo behaalde het diploma in elektromechanica.
Eenmaal gediplomeerd ging Rappazzo aan de slag in een elektriciteitscentrale. Doch in 1917 geraakte hij hierop uitgekeken: zowel de oorlogsjaren als de beschadigde gebouwen in Messina door de aardbeving bieden hem weinig zinvol werk. Rappazzo trok naar Milaan waar hij in verschillende fabrieken werkte. Hij legde contacten met Italiaanse filmstudio’s om zijn uitvinding van geluidsfilm te promoten; de oorlogsperikelen maakten dat de filmstudio’s geen financiële risico’s wilden nemen. Rappazzo richtte zich vervolgens tot Franse filmstudio’s. Tot verbazing van de Fransen kon Rappazzo geen patent voorleggen (1919). Op hun aangeven werkte Rappazzo aan een patent. Hij huwde intussen in 1920 in Messina. 
In 1921 legde hij in de prefectuur van Genua twee patenten neer voor geluidsfilm. De techniek noemde hij Fonofilm. In zijn patent beschreef hij hoe een snelheid van 16 beelden per minuut niet ideaal is om een geluidsband aan te schakelen doch dat hij aan de snelheid van de beelden nog zou werken. Een kopie van de twee patenten ging naar het Ufficio centrale Brevetti in Rome (1921). Rappazzo werkte aan zijn uitvinding, wat de interesse opwekte van Amerikaanse filmstudio’s. Het Duitse bedrijf Tri-Ergon was hem voor en projecteerde in Berlijn een geluidsfilm. De snelheid van de beelden was optimaal met het geluid. William Fox kocht het Duitse bedrijf op.
Ondanks correspondentie met Italiaanse en buitenlandse filmstudio’s geraakte Rappazzo niet aan een financiering van zijn project. Bovendien was het Italiaans publiek in de jaren 1920 best tevreden met een live orkest in de cinemazaal. Rappazzo verloor zijn werk om andere redenen (1921) en keerde met zijn gezin naar Messina terug (1922). In de Verenigde Staten werkte Lee De Forest de Fonofilm uit. Het Italiaans patent werd in Amerika opzij gezet als ‘onverstaanbaar’ want in het Italiaans geschreven. 
Van de Fonofilm kon Rappazzo niet meer leven. Van 1924 tot 1945 was Rappazzo docent aan de Technische Hogeschool van Cagliari. 
Na de Tweede Wereldoorlog en dit tot het jaar 1964 was Rappazzo docent aan de hogeschool in Messina waar hij zijn opleiding had gehad; deze hogeschool was niet meer ‘koninklijk’ want Italië werd een republiek: de Scuola Tecnico Industriale ‘Verona-Trento’.
Rappazzo schreef brieven en boeken om de Fonofilm, zijn uitvinding, breed bekend te maken. In 1994, een jaar voor zijn overlijden, kwam er een officiële erkenning van zijn pionierswerk in de geluidsfilm. President Oscar Luigi Scalfaro vereerde hem met het grootofficierschap in de Orde van Verdienste.
Na zijn dood houdt de Scuola Tecnico Industriale Verona-Trento in Messina de herinnering levendig dat hij de uitvinder was van de geluidsfilm.